# Hipódromo de Lamiaco
El Hipódromo de Lamiaco, o Hipódromo de Lamiako, fue un recinto deportivo situado en el barrio de Lamiaco en Lejona, Vizcaya, País Vasco. Originalmente era un estadio ecuestre, pero hoy en día se lo recuerda más como un estadio histórico de fútbol. El Campo de Lamiaco jugó un papel fundamental en los inicios del fútbol en el País Vasco, siendo uno de los primeros campos de fútbol de la ciudad, sirviendo como campo de entrenamiento para los primeros partidos de fútbol conocidos de la ciudad entre los miembros del Club Atleta de los Astilleros del Nervión. En 1894, el campo de Lamiaco acogió un partido entre jóvenes aficionados bilbaínos y trabajadores británicos, que hoy se considera uno de los primeros partidos «internacionales» de la historia de este deporte.

## Historia

### Primeros años
El Campo de Lamiaco fue fundado el 18 de septiembre de 1887, en la margen derecha del Nervión, junto a la fábrica de electricidad, en dirección a Las Arenas, y cerca de la vía férrea. Las porterías estaban guardadas en la garita de uno de los guardias de la fábrica de electricidad. En ese mismo año se fundaron los Astilleros del Nervión, obra de los hermanos Martínez de las Rivas (José María y Francisco) y un socio inglés llamado Charles Mark Palmer de Newcastle. Los empleados ingleses de los Astilleros crearon un club llamado Club Atlético, que se dedicaba a la práctica de varios deportes, que en su mayoría se celebraban en Lamiaco. El 27 de agosto de 1892, Lamiaco acogió una serie de eventos deportivos organizados por el presidente del Atlético (Enrique Jones Bird), como carrera de velocípedos, carrera a pie y carrera de sacos.
Bilbao fue introducido al fútbol a finales del siglo XIX por las colonias británicas que estaban ubicadas en las zonas industriales. Las primeras noticias de fútbol en Vizcaya, País Vasco, aparecen en 1892, cuando el presidente del Club Atleta de Astilleros del Nervión escribió a las autoridades locales de Lamiaco pidiendo permiso para utilizar el Hipódromo de Lamiaxo como campo de fútbol de noviembre a abril (en aquel momento, el fútbol solo se jugaba en invierno, mientras que el críquet era el deporte que ocupaba el verano). Se concedió el permiso y el Hipódromo de Lamiako se convirtió en la nueva sede del fútbol en el País Vasco. Aunque los primeros partidos solo los jugaban ingleses, la población local y los bilbaínos que acudían cada fin de semana a Lamiaco para verlos jugar se enamoraron del juego y pronto comenzaron a practicarlo también, llegando incluso a retar a los trabajadores británicos a un partido en 1894, que se celebró en el Hipódromo de Lamiaco y terminó con una derrota por 0-5 ante los locales.

### Athletic Club y Bilbao FC
El resultado no desanimó a la población local, que continuó su recién descubierta historia de amor con el deporte británico, y de hecho, poco después del partido, algunos jóvenes del Gimnasio Zamacois de Bilbao, comenzaron a jugar partidos de fútbol en Lamiaco, y en 1898, siete aficionados al fútbol pertenecientes al gimnasio Zamacois (Juan Astorquia, Alejandro Acha, Luis Márquez Marmolejo, Fernando y Pedro Iraolagoitia, Enrique Goiri y Eduardo Montejo) abrieron un centro de prácticas de fútbol en el Hipódromo de Lamiaco junto a la fábrica de electricidad, fundando así extraoficialmente una sociedad de fútbol, a la que llamaron Athletic Club. Aunque fundado en 1898, el Athletic Club de Bilbao no se constituyó oficialmente hasta el 5 de septiembre de 1901, en una reunión celebrada en el Café San Gervasio de Cassolas, en la que se formalizó la primera junta directiva siendo nombrado Márquez primer presidente del club y Astorquia primer capitán.
A finales de 1900, un grupo de jóvenes bilbaínos de clase alta que habían estudiado en Inglaterra y aprendido allí el fútbol, como Carlos Castellanos y su hermano Manuel, junto con un grupo de obreros ingleses, fundaron el Bilbao Football Club, y naturalmente, pronto surgió una rivalidad entre ambos equipos bilbaínos. Como en Bilbao apenas había campos, ambas partes acordaron compartir el campo de Lamiaco, que alquilaban conjuntamente. Los propietarios, Enrique Aguirre y Ramón Coste, pidieron una renta de 200 pesetas anuales, y los dos clubes la aceptaron. Lamiaco fue así escenario de una de las primeras grandes rivalidades de la historia del fútbol español, disputándose el primer partido entre ambos equipos el 10 de noviembre de 1901, con final sin goles. Los bordes del campo de Lamiaco no dieron lugar, ni remotamente, a conflictos de aglomeración a pesar de que el público estaba formado por familiares y amigos de los jugadores.
| «Lamiaco, por ser la cuna del fútbol bilbaíno, donde se desarrollaron los primeros balbuceos del juego inglés, debiera perdurar como campo dedicado a la práctica deportiva, e incluso, en cualquier rincón del mismo, se debería colocar una placa que recordase que sobre aquel suelo se inició y cimentó el fútbol vizcaíno, que tanta gloria y tantísimos triunfos ha dado a nuestro pueblo». —José María Hernani |

### Arenas
Durante el descanso de los partidos, una nube de chicos y menos chicos solían el «rectángulo», con su balón, y emular lo que acababan de ver. Al árbitro le costaba mucho esfuerzo sacarlos de encima para que los equipos pudieran jugar la segunda parte. En los días de entrenamiento, el recinto se llenaba de niños que, en cuanto el tren paraba, bajaban por las puertas del lado izquierdo y corrían al campo para jugar el partido. Uno de esos grupos eran los jóvenes del barrio Las Arenas. En 1901 ya jugaban partidos semanales en Lamiaco. En 1903 el mismo grupo ganaría la Copa Athletic, el mayor torneo local a nivel juvenil, además de jugar un partido contra el Club Ciclista de San Sebastián, precursor de la Real Sociedad. Finalmente fundaron un equipo local en 1909 con el nombre de Arenas Football Club, que más tarde se convertiría en el Arenas Club de Guecho, campeón de la Copa del Rey de 1919.
Debido a las recurrentes instancias de invasión de campo, Lamiaco fue cercada con alambre de púas en enero de 1902, y se colocó una garita, justo en el centro de la parada del tren, para la venta de billetes y control de multitudes. Los aficionados al fútbol que llegaban en tren tenían que pagar y empezaba a ser frecuente que los espectadores llegasen a mil o dos mil. La primera vez que se cobró la entrada (o se intentó cobrar), fue el 19 de enero, con motivo de un partido entre los copropietarios del campo, el Athletic Club y el Bilbao FC, que se enfrentaban por cuarta vez. Los partidos entre estos dos bandos empezaron a despertar una gran expectación, por lo que se empezó a cobrar un precio de entrada de 30 céntimos de peseta. El primer partido de pago en Vizcaya se disputó en el campo de Lamiaco el 1 de diciembre de 1901, finalizando con empate a uno.

### Club Bizcaya
En 1902, los dos clubes acordaron unir a los mejores jugadores de cada club para enfrentarse a un equipo extranjero, el Burdigala, con sede en Burdeos. Esta fusión temporal pasó a denominarse Club Bizcaya. El Campo de Lamiaco registró su récord de asistencia el día (31 de marzo) en que el Burdigala se enfrentó al Bizcaya, la primera visita de un equipo extranjero a Bilbao, reuniendo a una multitud de tres mil espectadores, una cantidad tremenda en aquella época. Para la ocasión, debut internacional de Lamiaco, y para la parte más respetable del público asistente, se alquilaron sillas traídas desde la Real y Santa Casa de la Misericordia. Estas sillas fueron colocadas al lado de Las Arenas, de espaldas al mar, para desesperación de los vecinos. El Bizcaya derrotó al equipo francés por 7-1. Cabe destacar que el Athletic registró una victoria por 10-1 sobre el FC Barcelona en la primera visita de los catalanes a Lamiaco.
Lamiaco fue sede de un campeonato llamado el Athletic Cup, en el que participaban todos los equipos que militaban en Vizcaya, y cuya última edición la ganó el Arenas de Guecho, alcanzando así la primera categoría de la región en ese año.
| «A pesar del tiempo, parece que el recuerdo de la historia de Lamiaco ha sido respetado por sus propietarios como si temieran profanar aquel suelo que vio los albores del fútbol vizcaíno». —José María Hernani |

## Declive
En noviembre de 1910, el Ayuntamiento de Lejona, al que pertenecía el campo, decidió aplicar un impuesto a tanto alzado por partido. Por ello, la directiva del Athletic inició sus gestiones para mudarse a un campo en Bilbao. Lamiaco se perdió así el debut del uniforme definitivo del Athletic, el rojiblanco, que tuvo lugar en enero de 1911 en el Tiro del Pichón, de Madrid, y ante su entonces propietaria la Sociedad Gimnástica. No se tienen registros de que el recinto volviera a ser utilizado para eventos futbolísticos y fue demolido en 1934.